# Parque nacional del Lago del Cráter
El Parque Nacional del Lago del Cráter (en inglés Crater Lake National Park) es un parque nacional de los Estados Unidos establecido en 1902 y situado en el sur del estado de Oregón. El parque, de 741,5 km², protege una zona situada en la cresta de la cordillera de las Cascadas y comprende el lago del Cráter (Crater Lake), el segundo lago más profundo de Norteamérica (589 m), sólo superado por el Gran Lago del Esclavo, en el noroeste de Canadá. El lago del Cráter ocupa el cráter de un volcán prehistórico, el monte Mazama que, según los geólogos, entró en erupción de manera violenta hace unos 7800 años. La isla Wizard, una pequeña isla junto a la orilla occidental del lago, es la cima de un volcán hoy extinto que se formó tras la destrucción del cono volcánico principal.
El lago del Cráter, de 52 km², es conocido por su intenso color azul, resultado de su gran profundidad y la claridad de sus aguas. Está rodeado por riscos de lava de entre 150 y 610 m de elevación sobre la superficie del agua. A lo largo del borde del cráter se ha construido una ruta turística para divisar el paisaje desde los automóviles. La formación y alimentación del lago se debe a la nieve y al agua de lluvia; no está alimentado ni por sumideros ni por arroyos. Las pérdidas de agua se producen por evaporación o filtraciones. Se ha introducido la trucha en el lago y se permite la pesca. En el parque están también los jardines Castle Crest Wildflower y el paisaje volcánico del desierto de Pumita.
En el momento de la erupción, los primeros indígenas de América ya poblaban la región y vivían allí de la recolección y la caza. La historia del desastre natural se ha transmitido de generación en generación a través de antiguas leyendas de las bandas indígenas. Los primeros europeos descubrieron el lago a mediados del siglo XIX. Fue el 22 de mayo de 1902 que el área finalmente fue elevada a la categoría de parque nacional gracias a los esfuerzos de un empresario llamado William Gladstone Steel. Desde su creación, el Servicio de Parques Nacionales ha sido responsable de proteger sus riquezas geológicas, naturales y culturales, que atraen a cerca de 400.000 visitantes cada año.

## Ubicación
El área del lago del Cráter es el único parque nacional del estado de Oregón. Se extiende por los territorios de los condados de Klamath, Jackson y Douglas. El parque está a menos de 150 kilómetros (93,2 mi) al sureste de la ciudad de Eugene y a menos de 100 kilómetros (62,1 mi) al noreste de Medford. Las metrópolis más cercanas son Portland, a 300 kilómetros (186,4 mi) al norte y San Francisco, a 600 kilómetros (372,8 mi) al suroeste. Se puede acceder al parque desde la Interestatal 5 y está atravesado por la Ruta 62 de Oregón. Con una superficie total de 741,5 kilómetros cuadrados (286,3 mi²), el parque se extiende poco más de 30 kilómetros (18,6 mi) de norte a sur, mientras que su anchura se acerca a los 25 kilómetros (15,5 mi).

## Ecología
Hay más de 50 especies de mamíferos que hacen vida en el Parque Nacional del lago del Cráter. Las especies de zarigüeyas, como la zarigüeya de Virginia, son frecuentes en las colinas del parque y en las regiones de campamentos humanos. Existen especies de musarañas y topos que incluyen musarañas de los pantanos, musarañas del Pacífico, musarañas de agua americanas, musarañas de niebla, musarañas de Trowbridge, musarañas vagabundas, topos de musaraña americana y topos de patas anchas. .  Los murciélagos que se ven con frecuencia dentro del área del parque incluyen el murciélago pequeño marrón, el murciélago canoso y murciélago marrón grande. El myotis de California, el murciélago de pelo plateado, el myotis de Yuma, el myotis de orejas largas, el myotis de patas largas y el murciélago pálido son menos frecuentes. En la región hay numerosas poblaciones de pikas americanas, liebres con raquetas de nieve y liebres de cola blanca, así como muchas especies de roedores que se extienden a casi todos los niveles del volcán. Entre las ardillas, las ardillas listadas de pino amarillo, las ardillas listadas mínimas, las ardillas listadas de Siskiyou y las ardillas listadas de Townsend, junto con varias especies de castores, incluidos los castores de montaña y los castores norteamericanos. Otros mamíferos del Parque Nacional incluyen varias especies de ardillas, ratones, topillos y tuzas, así como las marmotas de vientre amarillo y puercoespines norteamericanos . Los mamíferos carnívoros se encuentran coyotes, zorros rojos, zorros grises, osos negros americanos, mapaches, martas, pescadores, armiños, comadrejas de cola larga, visones, glotones, tejones americanos, zorrillos moteados occidentales, zorrillos rayados, nutrias de río norteamericanas, pumas, y linces como los gatos monteses. También son frecuentes los alces, venados bura y berrendos, aunque con mayor frecuencia durante la temporada de verano.

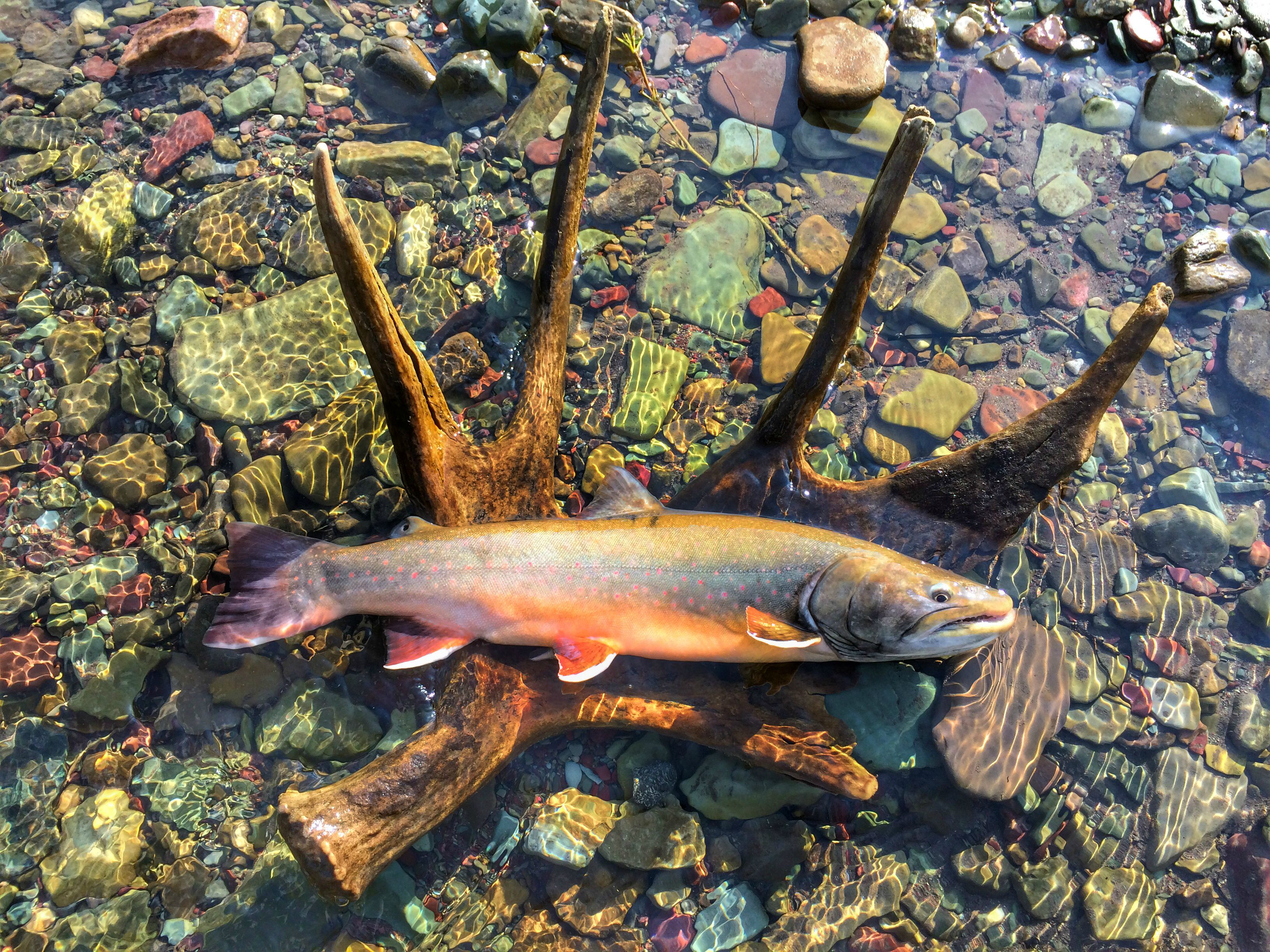
La trucha toro en el área del Parque Nacional del lago Crater experimentó una disminución significativa a principios del, pero los programas de conservación han ampliado su distribución

Existe una gran diversidad de especies de aves en el área del Parque Nacional del lago del Cráter y que incluyen varias familias biológicas. Las especies de aves comunes incluyen pájaros carpinteros peludos, búhos cornudos, urogallo azul, cuervos comunes, juncos de ojos oscuros, carboneros de montaña, trepadores de pecho rojo, enredaderas marrones, cascanueces de Clark y arrendajos de Canadá. El Cernícalo americano, parpadeo norteño, reyezuelos de corona dorada, papamoscas cordilleranos, arrendajos de Steller, tangaras occidentales, zorzales de Swainson, zorzales ermitaños, petirrojos americanos y colibríes rufos en verano. Los pájaros azules de montaña y occidentales se ven en el otoño y verano. Los papamoscas de lados oliva y los gorriones chipre durante la primavera y verano, mientras que las currucas de rabadilla amarilla, los jilgueros y los pinzones de Cassin se pueden ver con frecuencia durante la primavera, el verano y el otoño. 
A principios del siglo XX, la trucha toro estaba presente en muchos de los arroyos y ríos del área del Parque Nacional, particularmente en las áreas de Sun Creek y la parte baja de Annie Creek. Los lugareños comenzaron a sembrar arroyos con poblaciones de truchas no nativas, lo que obligó a la trucha de toro a competir por los recursos y provocó su extinción local en Annie Creek, junto con una disminución significativa en Sun Creek a fines de la década de 1980. En 1992, el Parque Nacional inició un proyecto de conservación de la trucha toro, eliminando las poblaciones de peces invasores mediante pesca eléctrica, snorkeling e introducción de la toxina e inhibidor de la respiración celular antimicina A. También crearon pequeñas barreras para evitar que truchas invasoras llegaran a Sun Creek. En 1999, la trucha toro fue considerada una especie "amenazada" por la ley de especies en peligro de extinción. El proyecto ahora trabaja con el gobierno estatal para expandir la distribución de trucha toro desde Sun Creek hacia los bosques vecinos con barreras para peces y eliminación de especies de peces invasoras. 
El cambio climático amenaza a las poblaciones de pika americana en la zona del lago del Cráter, ya que no pueden tolerar el clima cálido porque su pelaje no libera calor de manera eficiente. El cambio climático podría estar disminuyendo su suministro de alimentos debido a alteraciones en los patrones de crecimiento de la vegetación. Al menos tres poblaciones de pica en Oregón han desaparecido en las últimas décadas. Asimismo, como resultado del cambio climático, las infestaciones de escarabajos del pino de montaña se han vuelto más frecuentes entre los pinos de corteza blanca en el borde del lago del Cráter, presentes también en los picos cercanos. El Servicio de Parques Nacionales estima que aproximadamente la mitad de los pinos de corteza blanca del Parque Nacional Crater Lake han muerto o están muriendo.

## Hidrografía

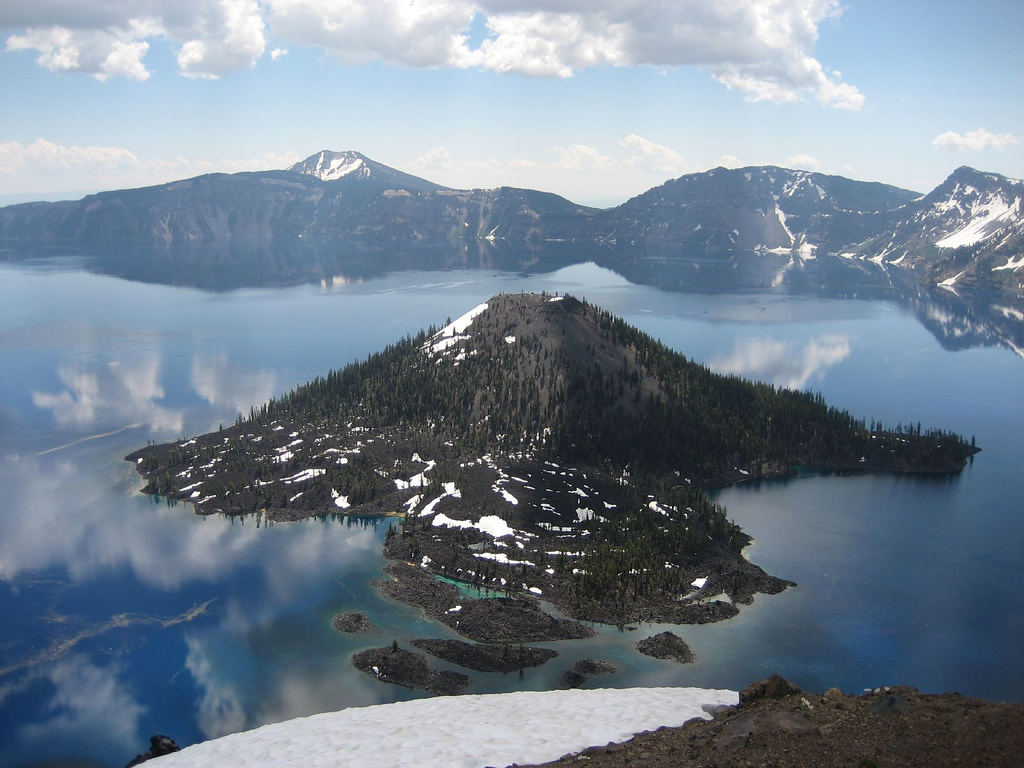
Lago del cráter de la Isla Wizard.

Los arroyos presentes al oeste del parque pertenecen a la cuenca del río Rogue. Este río, que nace justo al norte del parque, fluye hacia el oeste para finalizar su curso en el océano Pacífico . Al este del parque, los cursos de agua pertenecen a la cuenca del río Klamath, que fluye hacia el sur, hacia California, antes de desembocar también en el Océano Pacífico. 
Crater Lake es la única gran masa de agua del parque. Se encuentra a una altitud de 1881 m  y tiene una superficie de 5289 ha. Con 592 m  de profundidad, es el séptimo lago más profundo del mundo  el lago más profundo de  Estados Unidos y el segundo de América del Norte. Es un lago meromíctico.
Ningún arroyo desemboca en el lago ni sale de él. Las importantes precipitaciones de la región sólo se ven compensadas por la evaporación y la infiltración en el suelo. El nivel del lago fluctúa cada año, pero la variación nunca ha superado 5 m desde las primeras observaciones y seguimientos del nivel del lago. El diámetro del lago es generalmente superior a 8 km  y está rodeado de acantilados cuyas alturas varían entre 150 m 600 m. Isla Wizard (o “isla del hechicero»), que se eleva a casi 230 m  sobre el nivel del agua y que está coronado por un pequeño cráter, se encuentra rodeado de las aguas del lago.
Las aguas del lago son muy claras. Esto se explica por el hecho de que ningún río vierte sedimentos, que el agua sólo procede de precipitaciones y que las rocas volcánicas son muy poco solubles en este lugar. La claridad del agua permite que los rayos de luz alcancen una profundidad de hasta 43,3 m , lo cual es excepcional. Gracias a la gran profundidad del lago, el agua sólo refleja longitudes de onda de luz en la gama azul. Sin embargo, en las zonas menos profundas a lo largo del lago, las aguas pueden adquirir un color verdoso.

## Clima
Perteneciente a la región montañosa de Cordillera de las Cascadas, y con altitudes máximas cercanas a 3000 m , el clima en la región del parque nacional es de tipo montañoso. Las regiones más al oeste tienen un clima mediterráneo, mientras que el clima es semiárido en las regiones más al este.

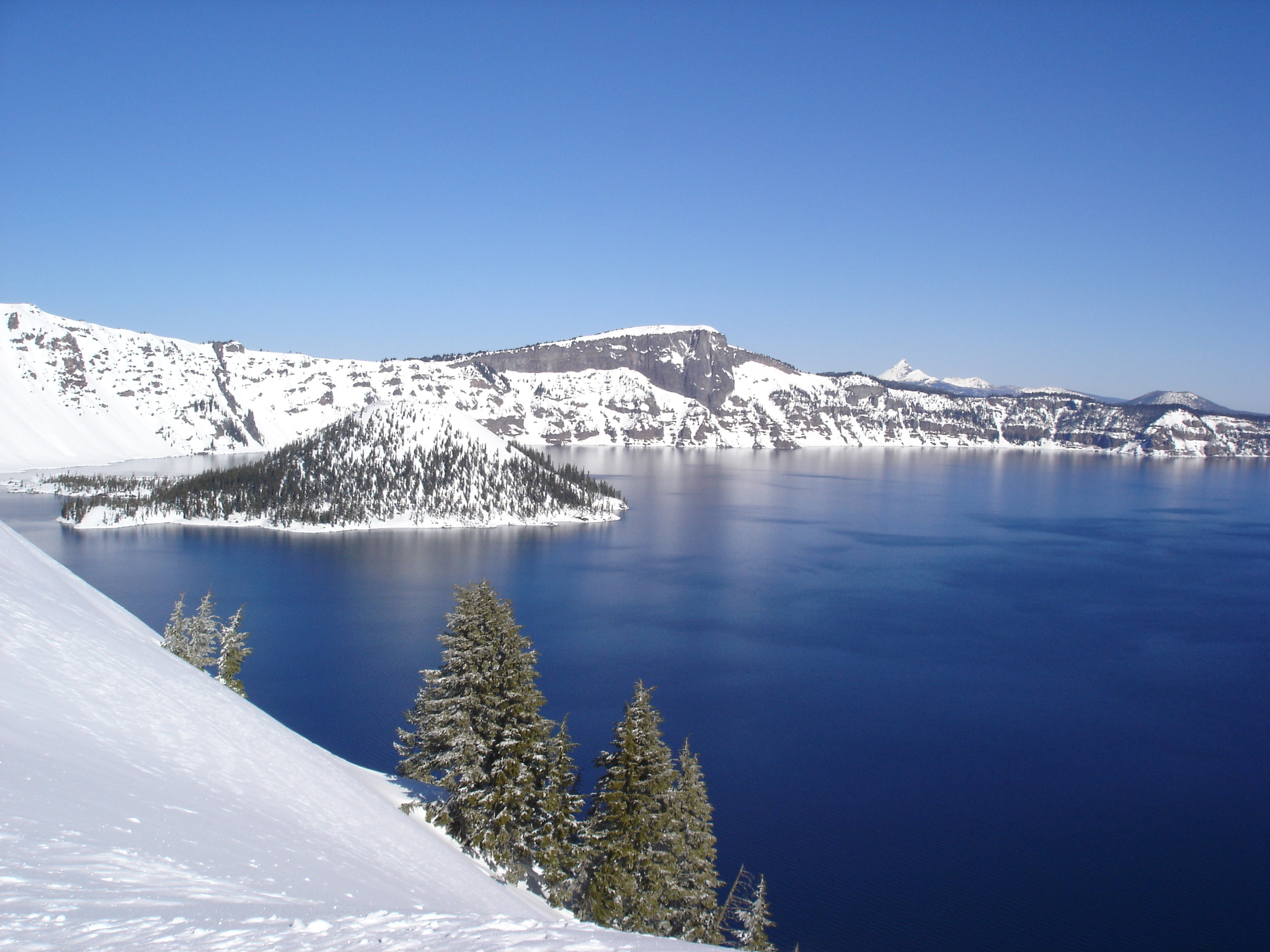
El lago en invierno.

Las temperaturas varían, naturalmente, en el parque dependiendo de la altitud. Las temperaturas récord registradas son −29 °C y 32 °C máxima. Las heladas pueden producirse durante todo el año, aunque suelen estar ausentes de junio a septiembre.
Las precipitaciones son significativas y mucho más altas que las experimentadas en las regiones más al este. La humedad, proveniente principalmente del Océano Pacífico, es detenida en la cordillera, provocando que las precipitaciones sean muy abundantes en la región. Los meses de junio a septiembre son los menos lluviosos, mientras que de octubre a abril es el periodo más lluvioso y con abundante nieve en el parque.
La nieve está presente en la mayor parte del parque de octubre a junio. La nevada media anual ronda 13 m  (con un récord de 22,3 m  durante el invierno de 1932-1933)  . Los meses de julio a septiembre son generalmente soleados con temperaturas cercanas a los 20 °C durante el día y 5 °C por la noche. La temperatura de la superficie del lago del cráter varía a lo largo del año entre 0 °C y 19 °C . Por debajo de 80 m de profundidad, el agua tiene una temperatura cercana a 4 °C todo el año. El lago nunca estuvo completamente cubierto de hielo sino en 1949 y 1985  .
| Mes                               | Ene   | Feb   | marzo | Abr   | Mayo  | Junio | Jul  | Agosto | Siete | Oct   | Nov   | Dic   | Año          |
| --------------------------------- | ----- | ----- | ----- | ----- | ----- | ----- | ---- | ------ | ----- | ----- | ----- | ----- | ------------ |
| Temperaturas máximas récord (°C)  | 14.0  | 19.0  | 27.0  | 21.0  | 27.0  | 31.0  | 32.0 | 32.0   | 31.0  | 27.0  | 24.0  | 18.0  | 32,0 (1981)  |
| Temperaturas máximas medias (°C)  | 1.1   | 1.7   | 2.8   | 6.1   | 10.0  | 14.4  | 20.6 | 20.6   | 17.2  | 11.1  | 3.9   | 1.1   | 9.2          |
| Temperaturas mínimas medias (°C)  | -7,8  | -7,8  | -7.2  | -5.0  | -2.2  | 1.1   | 5.0  | 5.0    | 2.7   | -0,6  | -4.4  | -7.2  | -2.4         |
| Récord de temperatura mínima (°C) | -29.0 | -28.0 | -22.0 | -18.0 | -18.0 | -12.0 | -8.0 | -12.0  | -12.0 | -13.0 | -22.0 | -25.0 | -29,0 (1962) |
| Precipitación media mensual (mm)  | 271,8 | 213.4 | 203.2 | 124,5 | 86,4  | 58,4  | 20.3 | 22.9   | 53.3  | 132.1 | 246,4 | 289,6 | 1722.3       |
| Nevada media mensual (cm)         | 269,2 | 223,5 | 221.0 | 114.3 | 53.3  | 10.1  | 0.0  | 0.0    | 0.3   | 7.6   | 162,5 | 236.2 | 1298.0       |

## Galería

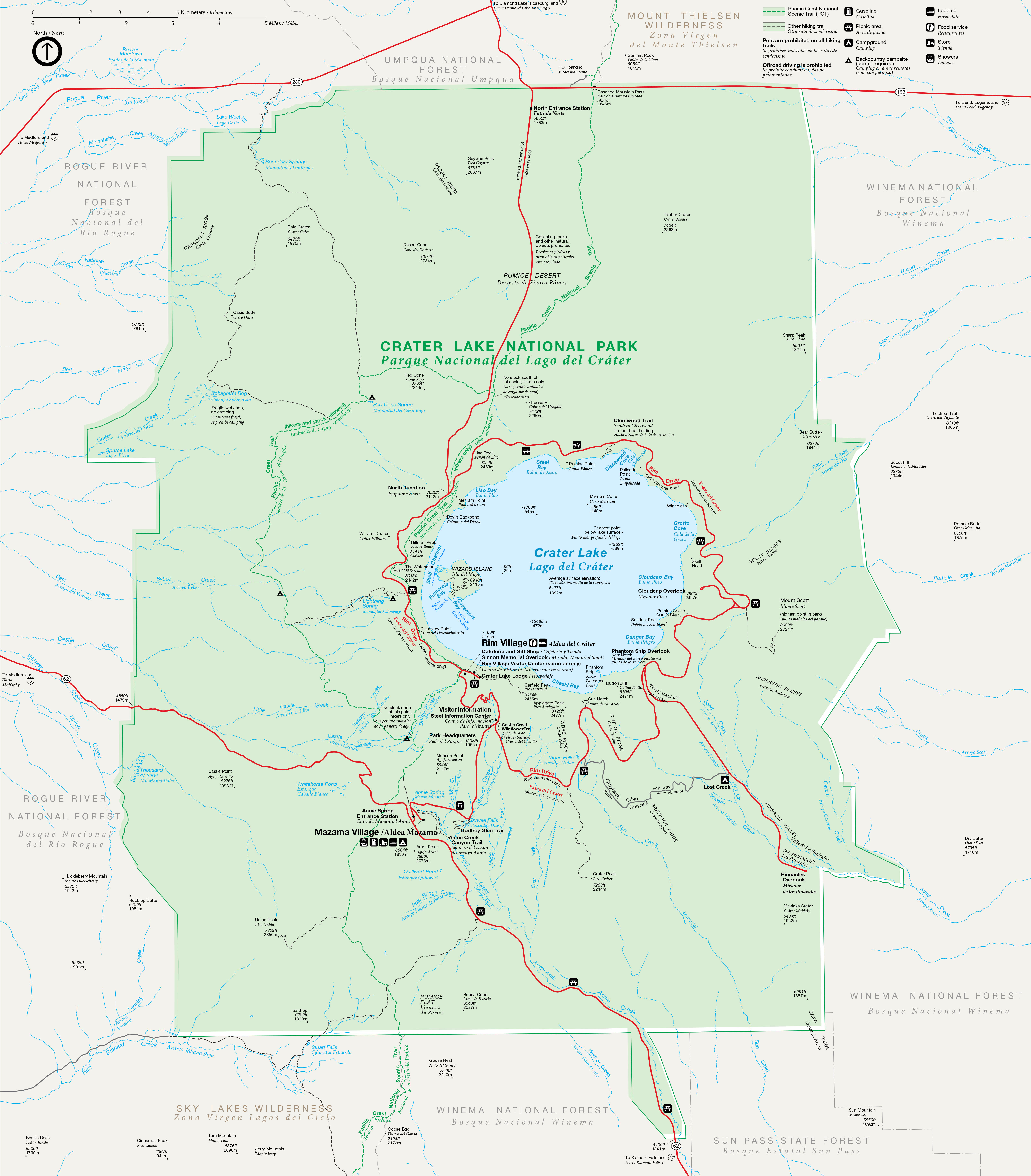
Mapa Bilingüe - Parque Nacional del Lago del Cráter
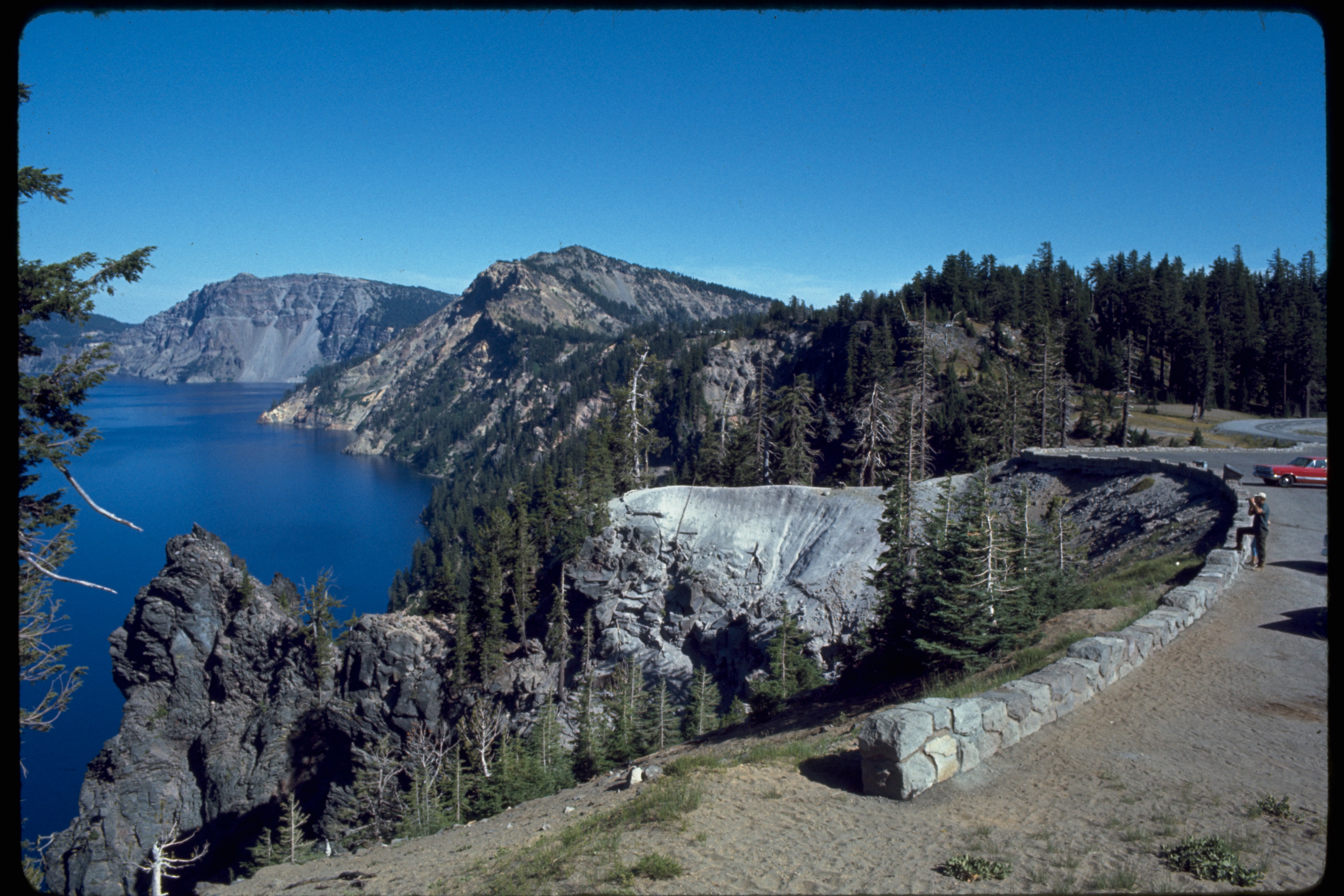
Vista desde la cima del cráter
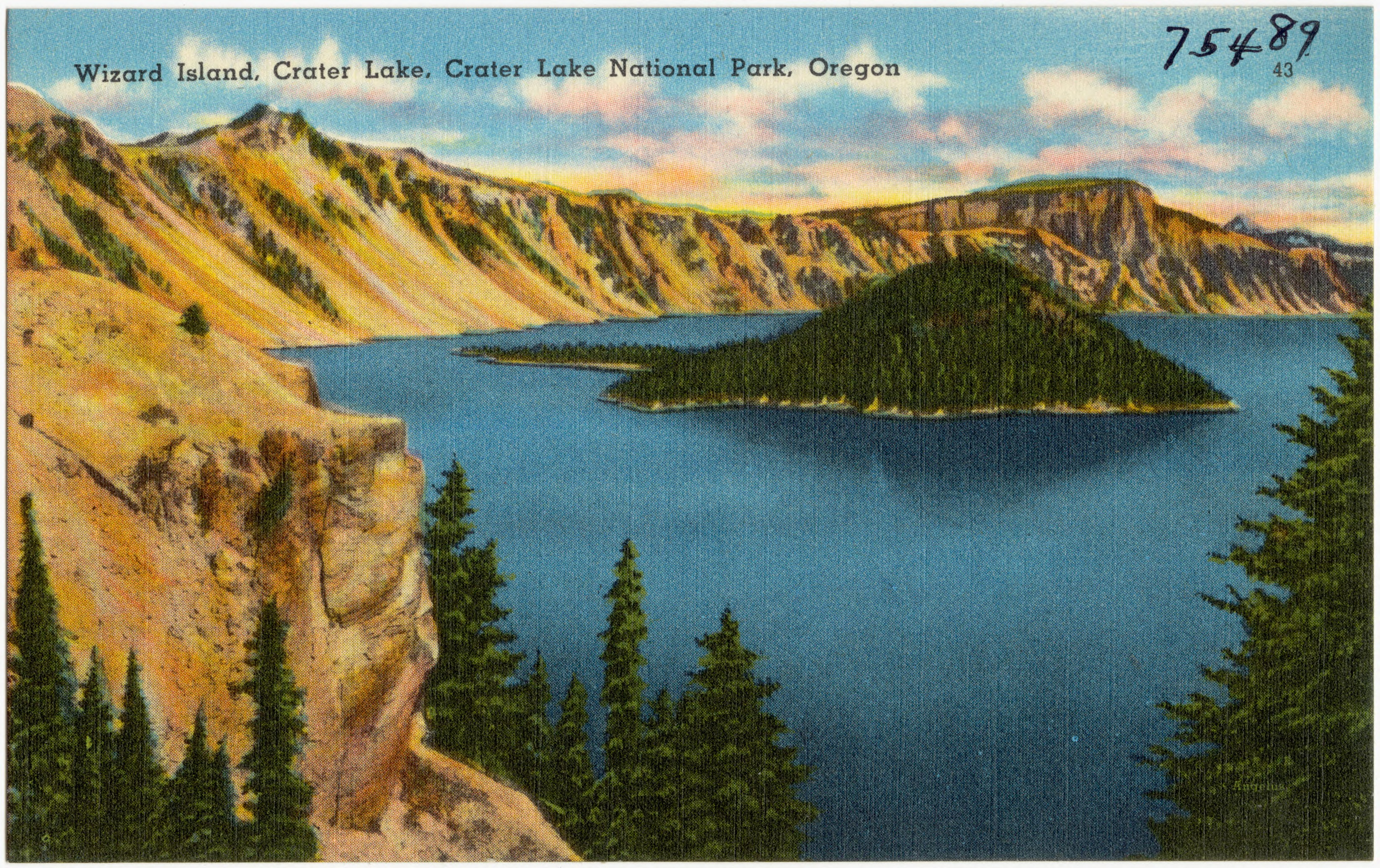
Vista de la Isla del Mago
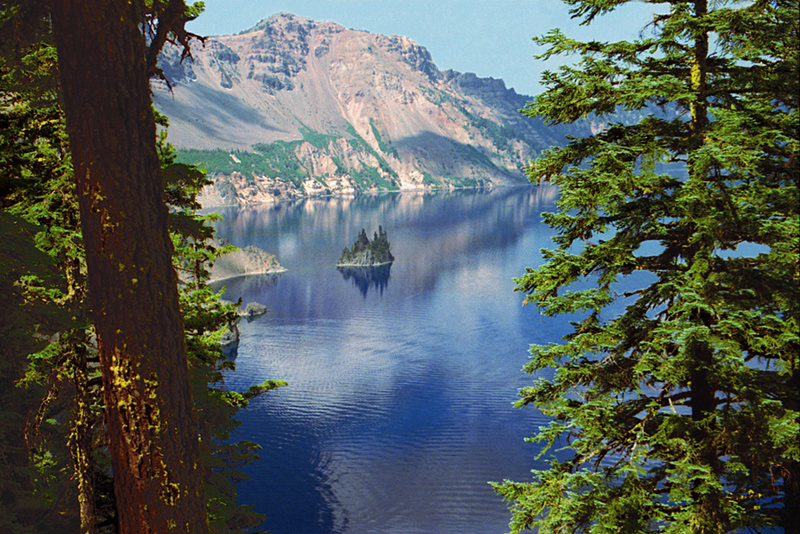
El Barco Fantasma (isla)